# Virton
Virton (vallonsk: Vierton) er en by i Vallonien i det sydligste hjørne af Belgien. Byen ligger i provinsen Luxembourg, tæt ved grænsen til nabolandet Frankrig. Indbyggertallet er pr. 1. juli 2006 på 11.213, og byen har et areal på 94,49 km².